# Лойнас, Сади
Сади Лойнас Паэс (исп. Sady Loynaz Paez, ?—1950) — венесуэльский шахматист.
В 1938 году завоевал вакантный титул чемпиона Венесуэлы (занял в турнире 2-е место за Х. Боградом, который был гражданином Румынии и не мог претендовать на чемпионское звание).
Провел 4 успешные защиты титула в матчах с победителями национальных турниров М. Акостой Сильвой (Каракас, 1939 год), Х. Л. Гарсиа Диасом (Маракайбо, 1943 год), О. Бенитесом (Каракас, 1944 год) и Э. Эстевесом (Каракас, 1946 год). Сохранял звание чемпиона Венесуэлы до своей смерти в 1950 году.
В 1939 году участвовал в небольшом турнире, проведенном в Каракасе в рамках гастролей чемпиона мира А. А. Алехина (Алехин выиграл все 7 партий и занял 1-е место). В базах есть только партия Лойнаса, которую он в этом турнире проиграл Алехину.